# World Invitation Tournament 1974
Das World Invitation Tournament 1974 als inoffizielle Weltmeisterschaft im Badminton fand vom 9. bis zum 12. Oktober 1974 in Jakarta statt. Es war die zweite Auflage des Turniers in Asien.
Dieses Turnier sollte zunächst in Singapur stattfinden, wurde später aber nach Jakarta verlegt, da es Mängel seitens des vorgesehenen Gastgeberverbands der Singapore Badminton Association gab, von dem keiner der Verbände, denen die von der IBF ausgewählten Spieler angehörten, Einladungen erhalten hatte, und da die IBF selbst keine Antworten auf etwaige Anfragen erhalten konnte.

## Finalresultate
| Disziplin    | Sieger                          | Finalist                       | Ergebnis           |
| ------------ | ------------------------------- | ------------------------------ | ------------------ |
| Herreneinzel | Svend Pri                       | Tjun Tjun                      | 3–15, 17–16, 15–10 |
| Dameneinzel  | Margaret Beck                   | Tati Sumirah                   | 11–1, 11–6         |
| Herrendoppel | Tjun Tjun Johan Wahjudi         | Christian Hadinata Ade Chandra | 15–13, 9–15, 18–15 |
| Damendoppel  | Minarni Regina Masli            | Lene Køppen Joke van Beusekom  | 15–7, 15–8         |
| Mixed        | Christian Hadinata Regina Masli | Tjun Tjun Sri Wiyanti          | 15–7, 15–3         |

## Ergebnis für den dritten Platz
| Disziplin    | Sieger                         | Finalist                     | Ergebnis          |
| ------------ | ------------------------------ | ---------------------------- | ----------------- |
| Herreneinzel | Liem Swie King                 | Nunung Murdjianto            | 15–9, 10–15, 15–1 |
| Dameneinzel  | Hiroe Yuki                     | Etsuko Takenaka              | 11–6, 10–12, 11–2 |
| Herrendoppel | Svend Pri Sture Johnsson       | Flemming Delfs Elo Hansen    | 2–15, 15–5, 15–7  |
| Damendoppel  | Margaret Boxall Susan Whetnall | Margaret Beck Barbara Giles  | 15–11, 15–10      |
| Mixed        | Derek Talbot Susan Whetnall    | Elo Hansen Joke van Beusekom | 15–5, 15–6        |